# Whiteside Wheel Company
Whiteside Wheel Company war ein US-amerikanisches Unternehmen im Bereich von Automobilen.

## Unternehmensgeschichte
Die ersten bekannten Erwähnungen sind zwei Patente auf ein Drahtspeichenrad vom 11. März 1902 und eine Montagevorrichtung für Drahtspeichenräder vom 27. Oktober 1902. Laut den Patenten war der Sitz zu der Zeit in Grand Rapids in Michigan.
1909 war der Sitz in Indianapolis in Indiana. Dort begann die Produktion von Automobilen, konstruiert von Marlon E. Vaughn. Der Markenname lautete Vaughn. Im gleichen Jahr endete die Fahrzeugproduktion. Vaughn leitete später Vaughn. Ein weiterer US-amerikanischer Hersteller von Personenkraftwagen der Marke Vaughn war die Irving Automobile Company.
Nach 1917 verliert sich die Spur des Unternehmens.

## Fahrzeuge
Das einzige Modell war ein Highwheeler. Die Räder waren 38 Zoll groß. Damit eignete er sich gut für die damaligen schlechten Straßen. Der Zweizylindermotor kam von der Beaver Manufacturing Company. Er trieb über ein selbst entwickeltes Friktionsgetriebe die Hinterachse an.